# Basananthe pseudostipulata
Basananthe pseudostipulata är en passionsblomsväxtart som beskrevs av De Wilde. Basananthe pseudostipulata ingår i släktet Basananthe och familjen passionsblomsväxter. Inga underarter finns listade i Catalogue of Life.